# Vrapčište
Vrapčište (mazedonisch Врапчиште; albanisch Vrapçishti/Vrapçisht; türkisch Vrapçişte) ist ein Dorf und Verwaltungssitz der gleichnamigen Opština (alb. Komuna) im Nordwesten Nordmazedoniens.

## Geografie
Vrapčište befindet sich am Westrand der Polog genannten Ebene und liegt nur wenige Kilometer von der Stadt Gostivar entfernt. Westlich erhebt sich das bis zu 2000 Meter hohe Gebirge Šar Planina (alb. Sharr), dessen Osthang oberhalb des Dorfes vollständig bewaldet ist. Östlich von Vrapčište liegen fruchtbare Äcker.
Die Opština von Vrapčište hat eine Einwohnerzahl von 25.399, wovon 21.101 Albaner, 3134 Türken, 1041 Mazedonier und 123 anderen Ethnien angehörten. Der Opština gehören neben dem eigentlichen Dorf noch 14 andere Ortschaften an. Das Dorf allein hat 4874 Einwohner.

## Verkehr
Östlich des Dorfes führt die Autobahn A2 in nordsüdlicher Richtung, wo Vrapčište einen eigenen Anschluss besitzt. Parallel zur Autobahn geht die nicht elektrifizierte Strecke Skopje–Kičevo der Mazedonischen Eisenbahnen.

## Söhne und Töchter der Opština
- Naser Ademi (1965–2001), UÇK-Kämpfer